# Kornschütte

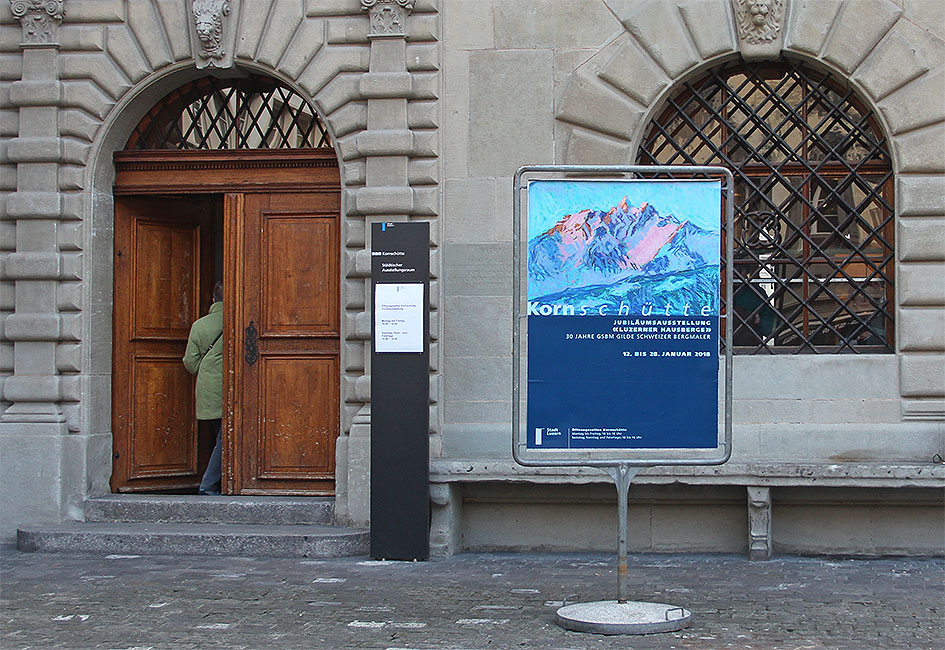
Eingang zur Kornschütte (2018)

Max van Berchem: Aussenansicht Erdgeschoss des Luzerner Rathauses (1901), wo heute die Kornschütte untergebracht ist

Die Kornschütte ist ein Ausstellungsraum im Luzerner Rathaus in der Schweiz. Der Raum wird von den Abteilungen Immobilien und Kultur & Sport der Stadt Luzern bewirtschaftet. Zirka sechsmal im Jahr werden Ausstellungen aus dem Luzerner Kulturleben organisiert.
Unter anderem 1981 und 1982 war die Kornschütte Mit-Austragungsort der Internationalen Musikfestwochen Luzern. Zudem fand die Ausstellungsreihe «100 Beste Plakate» 2007, 2009, 2012, 2015 und 2017 in der Kornschütte statt. Die nationale Ausstellung der «Gilde Schweizer Bergmaler» gastierte 2018 in der Kornschütte.
Seit 2013 findet alle zwei Jahre die Veranstaltung «Unter einem Dach» in der Kornschütte statt. Verschiedene Religionsgemeinschaften aus dem Kanton Luzern laden gemeinsam zu einer Begegnung ein: Symbolisch versammeln sie sich «Unter einem Dach» – unter dem Dach des Luzerner Rathauses in der Kornschütte. Damit machen sie deutlich, dass ihnen neben aller Vielfalt und Verschiedenheit das Gemeinsame wichtig ist. Die Kornschütte ist also auch ein Ort der interreligiösen Friedensarbeit.

## Fussnoten
1. ↑  Kornschütte Kultur
2. ↑  Mani Planzer Big Band: Internationale Musikfestwoche Luzern 1981. Pan, Zürich 1981.
3. ↑  Hansruedi Willisegger/Luzerner Singer: Englische Madrigale, Volkslieder aus sieben Ländern, Beatles-Songs. Niederberger, Oberdorf-Stans 1982.